# Ammophila centralis
Ammophila centralis är en biart som beskrevs av Cameron 1888. Ammophila centralis ingår i släktet Ammophila och familjen grävsteklar. Inga underarter finns listade i Catalogue of Life.